# Видмаркова формула
Видмаркова формула је образац за израчунавање концентрације алкохола у крви на основу података о врсти и количини попијеног пића (према изјави испитаника или сведока), уз податак о телесној маси испитаника. Након бројних студија о метаболизму алкохола у организму, ову формулу у праксу је увео шведски научник Ерик Видмарк (Erik M.P. Widmark).

## Значај
Видмаркова формула се и данас примењује у форензичкој пракси за процену алкохолисаности у случајевима када није извршено алкотестирање или из неких разлога није било могуће благовремено узимање узорака крви и урина за анализу. Спада у групу најмање прецизних метода за утврђивање алкохолисаности.
c = V х ωalk х ρalk / m х r — β х Δt [‰]
у којој је:
c – концентрација алкохола у крви [‰]или [g/l],
V – волумен пића [ml],
ωalk – удео алкохола у пићу,
ρalk – густина етил-алкохола [g/ml],
m – телесна маса испитаника [kg],
r – просечан редукциони фактор – однос алкохола у крви и ткивима [l/kg],
β – просечан елиминациони фактор, односи се на елиминацију алкохола из организма у времену [‰/h],
Δt− период од почетка пијења до момента утврђивања алкохола [h].
За просечни редукциони фактор r  и просечни елиминациони фактор β примењују се вредности које су најчешће препоручене у литератури:
- за мушкарце: просечан редукциони фактор rm = 0,68 l/kg и просечан елиминациони фактор β = 0,15 ‰/h
- за жене: просечан редукциони фактор rž = 0,61 l/kg и просечан елиминациони фактор β = 0,17 ‰/h

Како Видмарков прорачун не узима у обзир динамику пијења, његовом применом на основу укупне количине конзумираног пића и протеклог времена добија се само теоретска (а не реална) концентрација алкохола у крви, која може бити виша или нижа од стварне. Према томе Видмарков прорачун, даје теоретску концентрацију алкохола на основу укупне количине попијеног пића, и не искључује део алкохола изгубљен евентуалним трајним ресорпцијским дефицитом, док се алкометрије заснивају на мерењу ресорбованог алкохола у одговарајућим узорцима.